# 阿尔达班二世

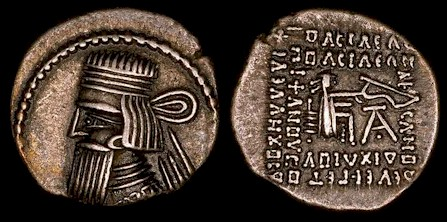
阿爾達班二世的錢幣，來自埃克巴坦那的造幣廠

阿爾達班二世（？－38年）是安息國王（公元10年－35年，36年－38年）。
阿尔达班二世是国王弗拉特斯四世的一名公主的儿子，幼年时与牧民生活在一起。公元初年安息王国的政治正处于混乱局面。由于国王奥罗德斯三世被刺杀，安息的大贵族们不得不请求羅馬皇帝奥古斯都让长期在罗马当人质的沃諾奈斯一世回来继承王位。奥古斯都欣然同意，显然他企图利用在罗马接受教育、非常了解罗马的沃诺奈斯来影响安息王国。果然，沃諾奈斯一世上台不久其亲罗马的态度就引起了贵族们的强烈不满。一些贵族想到了阿尔达班这号人物，于是将他拥立为王，希望以他为旗帜推翻沃諾奈斯。
两个王位争夺者进行了很长一段时间的战争，互有胜负。在一枚金币上沃諾奈斯提到他战胜了阿尔达班。最后，阿尔达班二世取得了胜利，占领了安息王国的首都泰西封；沃诺奈斯一世逃到亚美尼亚，在那里他在罗马人的支持下当了国王，但不久又被阿尔达班二世赶跑。新的罗马皇帝提比略不愿继续支持沃诺内斯，他与阿尔达班二世签订了和约，承认阿尔达班为罗马人民的盟友。两国对亚美尼亚的争夺也在公元18年暂告停止，双方同意让阿尔塔舍斯三世继承王位，这个阿尔塔舍斯是近东小国本都国王的儿子。
阿尔达班二世很快也陷入与安息贵族的斗争之中。为了稳固地位他杀害了阿尔沙克王朝的所有王子。贵族们震惊于他的残暴，开始密谋反对他。在这段时间他积极向外扩张，研究者已经知道他在一座希腊人聚居的城市塞琉古扶植寡头政权，并且支持两个犹太匪徒在巴比伦沼泽地区割据称霸。
35年阿尔达班二世再次企图征服亚美尼亚，一场与罗马帝国的恶斗看来已不可避免。但是贵族们抓住这个机会造反，他们向提比略建议，放回另一名安息王族人质梯里达底三世（弗拉特斯四世之孙）来代替阿尔达班。提比略同意这一计划，派遣叙利亚总督卢基乌斯·维特里乌斯（维特里乌斯皇帝的父亲）护送梯里达底返回安息。罗马人获得了短暂的成功，阿尔达班二世在公元35年被推翻并逃往东方。但不久他就率领着一支凶悍的斯基泰雇佣军从希尔卡尼亚返回，将梯里达底三世赶到叙利亚。但是阿尔达班没有足够的实力与罗马人开战，遂于37年与卢基乌斯·维特里乌斯缔约表示不会进犯叙利亚。后来阿尔达班三世又被短暂地推翻过一次，一个叫秦纳莫斯的人被贵族拥立为国王。阿尔达班向他的附庸阿迪亚波纳国王伊扎特斯求助，后者通过谈判（承诺赦免所有参与谋叛者）使阿尔达班复位。阿尔达班在重获王位之后不久即去世，其子瓦爾丹一世繼位。

## 家族
| 白色 |

| 藍色 |

| 綠色 |

| 黃色 |

| 紫色 |

| 紅色 |

|                                                      |                                                      |                                                      |                                                      |                                                      |                                                      |  |  |                                           |                                           |                                           |                                           |                                           |                                           |  |  |                                                 |                                                 |                                                 |                                                 |                                                 |                                                 |  |  | 安息帝國國王 薩納特魯斯                          |                                                  |                                                  |                                                  |                                                  |                                                  |  |  |                                |                                |                                |                                |                                |                                |                            |                            |                            |                            |                            |                            |  |  |  |  |  |  |  |  |  |  |  |  |  |  |
|                                                      |                                                      |                                                      |                                                      |                                                      |                                                      |  |  |                                           |                                           |                                           |                                           |                                           |                                           |  |  |                                                 |                                                 |                                                 |                                                 |                                                 |                                                 |  |  |                                                  |                                                  |                                                  |                                                  |                                                  |                                                  |  |  |                                |                                |                                |                                |                                |                                |                            |                            |                            |                            |                            |                            |  |  |  |  |  |  |  |  |  |  |  |  |  |  |
| 亞美尼亞 王國國王 提格兰二世                         | 亞美尼亞 王國國王 提格兰二世                         | 亞美尼亞 王國國王 提格兰二世                         | 亞美尼亞 王國國王 提格兰二世                         | 亞美尼亞 王國國王 提格兰二世                         | 亞美尼亞 王國國王 提格兰二世                         |  |  |                                           |                                           |                                           |                                           |                                           |                                           |  |  |                                                 |                                                 |                                                 |                                                 |                                                 |                                                 |  |  | 安息帝國 王中之王 弗拉特斯三世                   | 安息帝國 王中之王 弗拉特斯三世                   | 安息帝國 王中之王 弗拉特斯三世                   | 安息帝國 王中之王 弗拉特斯三世                   | 安息帝國 王中之王 弗拉特斯三世                   | 安息帝國 王中之王 弗拉特斯三世                   |  |  |                                |                                |                                |                                |                                |                                |                            |                            |                            |                            |                            |                            |  |  |  |  |  |  |  |  |  |  |  |  |  |  |
| 亞美尼亞 王國國王 提格兰二世                         | 亞美尼亞 王國國王 提格兰二世                         | 亞美尼亞 王國國王 提格兰二世                         | 亞美尼亞 王國國王 提格兰二世                         | 亞美尼亞 王國國王 提格兰二世                         | 亞美尼亞 王國國王 提格兰二世                         |  |  |                                           |                                           |                                           |                                           |                                           |                                           |  |  |                                                 |                                                 |                                                 |                                                 |                                                 |                                                 |  |  | 安息帝國 王中之王 弗拉特斯三世                   | 安息帝國 王中之王 弗拉特斯三世                   | 安息帝國 王中之王 弗拉特斯三世                   | 安息帝國 王中之王 弗拉特斯三世                   | 安息帝國 王中之王 弗拉特斯三世                   | 安息帝國 王中之王 弗拉特斯三世                   |  |  |                                |                                |                                |                                |                                |                                |                            |                            |                            |                            |                            |                            |  |  |  |  |  |  |  |  |  |  |  |  |  |  |
|                                                      |                                                      |                                                      |                                                      |                                                      |                                                      |  |  |                                           |                                           |                                           |                                           |                                           |                                           |  |  |                                                 |                                                 |                                                 |                                                 |                                                 |                                                 |  |  |                                                  |                                                  |                                                  |                                                  |                                                  |                                                  |  |  |                                |                                |                                |                                |                                |                                |                            |                            |                            |                            |                            |                            |  |  |  |  |  |  |  |  |  |  |  |  |  |  |
| 索菲尼 王國國王 亞美尼亞 王國王子 小提格蘭           | 索菲尼 王國國王 亞美尼亞 王國王子 小提格蘭           | 索菲尼 王國國王 亞美尼亞 王國王子 小提格蘭           | 索菲尼 王國國王 亞美尼亞 王國王子 小提格蘭           | 索菲尼 王國國王 亞美尼亞 王國王子 小提格蘭           | 索菲尼 王國國王 亞美尼亞 王國王子 小提格蘭           |  |  | 佚名公主                                  | 佚名公主                                  | 佚名公主                                  | 佚名公主                                  | 佚名公主                                  | 佚名公主                                  |  |  | 安息帝國 王中之王 米特里達梯 四世               | 安息帝國 王中之王 米特里達梯 四世               | 安息帝國 王中之王 米特里達梯 四世               | 安息帝國 王中之王 米特里達梯 四世               | 安息帝國 王中之王 米特里達梯 四世               | 安息帝國 王中之王 米特里達梯 四世               |  |  | 安息帝國 王中之王 奥罗德斯二世                   | 安息帝國 王中之王 奥罗德斯二世                   | 安息帝國 王中之王 奥罗德斯二世                   | 安息帝國 王中之王 奥罗德斯二世                   | 安息帝國 王中之王 奥罗德斯二世                   | 安息帝國 王中之王 奥罗德斯二世                   |  |  |                                |                                |                                |                                |                                |                                |                            |                            |                            |                            |                            |                            |  |  |  |  |  |  |  |  |  |  |  |  |  |  |
| 索菲尼 王國國王 亞美尼亞 王國王子 小提格蘭           | 索菲尼 王國國王 亞美尼亞 王國王子 小提格蘭           | 索菲尼 王國國王 亞美尼亞 王國王子 小提格蘭           | 索菲尼 王國國王 亞美尼亞 王國王子 小提格蘭           | 索菲尼 王國國王 亞美尼亞 王國王子 小提格蘭           | 索菲尼 王國國王 亞美尼亞 王國王子 小提格蘭           |  |  | 佚名公主                                  | 佚名公主                                  | 佚名公主                                  | 佚名公主                                  | 佚名公主                                  | 佚名公主                                  |  |  | 安息帝國 王中之王 米特里達梯 四世               | 安息帝國 王中之王 米特里達梯 四世               | 安息帝國 王中之王 米特里達梯 四世               | 安息帝國 王中之王 米特里達梯 四世               | 安息帝國 王中之王 米特里達梯 四世               | 安息帝國 王中之王 米特里達梯 四世               |  |  | 安息帝國 王中之王 奥罗德斯二世                   | 安息帝國 王中之王 奥罗德斯二世                   | 安息帝國 王中之王 奥罗德斯二世                   | 安息帝國 王中之王 奥罗德斯二世                   | 安息帝國 王中之王 奥罗德斯二世                   | 安息帝國 王中之王 奥罗德斯二世                   |  |  |                                |                                |                                |                                |                                |                                |                            |                            |                            |                            |                            |                            |  |  |  |  |  |  |  |  |  |  |  |  |  |  |
|                                                      |                                                      |                                                      |                                                      |                                                      |                                                      |  |  |                                           |                                           |                                           |                                           |                                           |                                           |  |  |                                                 |                                                 |                                                 |                                                 |                                                 |                                                 |  |  |                                                  |                                                  |                                                  |                                                  |                                                  |                                                  |  |  |                                |                                |                                |                                |                                |                                |                            |                            |                            |                            |                            |                            |  |  |  |  |  |  |  |  |  |  |  |  |  |  |
|                                                      |                                                      |                                                      |                                                      |                                                      |                                                      |  |  |                                           |                                           |                                           |                                           |                                           |                                           |  |  |                                                 |                                                 |                                                 |                                                 |                                                 |                                                 |  |  |                                                  |                                                  |                                                  |                                                  |                                                  |                                                  |  |  |                                |                                |                                |                                |                                |                                |                            |                            |                            |                            |                            |                            |  |  |  |  |  |  |  |  |  |  |  |  |  |  |
|                                                      |                                                      |                                                      |                                                      |                                                      |                                                      |  |  |                                           |                                           |                                           |                                           |                                           |                                           |  |  | 安息帝國王子 （共治者） 帕科羅斯一世            | 安息帝國王子 （共治者） 帕科羅斯一世            | 安息帝國王子 （共治者） 帕科羅斯一世            | 安息帝國王子 （共治者） 帕科羅斯一世            | 安息帝國王子 （共治者） 帕科羅斯一世            | 安息帝國王子 （共治者） 帕科羅斯一世            |  |  | 安息帝國 王中之王 弗拉特斯四世                   | 安息帝國 王中之王 弗拉特斯四世                   | 安息帝國 王中之王 弗拉特斯四世                   | 安息帝國 王中之王 弗拉特斯四世                   | 安息帝國 王中之王 弗拉特斯四世                   | 安息帝國 王中之王 弗拉特斯四世                   |  |  |                                |                                |                                |                                |                                |                                | 安息帝國 女王中之女王 穆薩 | 安息帝國 女王中之女王 穆薩 | 安息帝國 女王中之女王 穆薩 | 安息帝國 女王中之女王 穆薩 | 安息帝國 女王中之女王 穆薩 | 安息帝國 女王中之女王 穆薩 |  |  |  |  |  |  |  |  |  |  |  |  |  |  |
|                                                      |                                                      |                                                      |                                                      |                                                      |                                                      |  |  |                                           |                                           |                                           |                                           |                                           |                                           |  |  | 安息帝國王子 （共治者） 帕科羅斯一世            | 安息帝國王子 （共治者） 帕科羅斯一世            | 安息帝國王子 （共治者） 帕科羅斯一世            | 安息帝國王子 （共治者） 帕科羅斯一世            | 安息帝國王子 （共治者） 帕科羅斯一世            | 安息帝國王子 （共治者） 帕科羅斯一世            |  |  | 安息帝國 王中之王 弗拉特斯四世                   | 安息帝國 王中之王 弗拉特斯四世                   | 安息帝國 王中之王 弗拉特斯四世                   | 安息帝國 王中之王 弗拉特斯四世                   | 安息帝國 王中之王 弗拉特斯四世                   | 安息帝國 王中之王 弗拉特斯四世                   |  |  |                                |                                |                                |                                |                                |                                | 安息帝國 女王中之女王 穆薩 | 安息帝國 女王中之女王 穆薩 | 安息帝國 女王中之女王 穆薩 | 安息帝國 女王中之女王 穆薩 | 安息帝國 女王中之女王 穆薩 | 安息帝國 女王中之女王 穆薩 |  |  |  |  |  |  |  |  |  |  |  |  |  |  |
|                                                      |                                                      |                                                      |                                                      |                                                      |                                                      |  |  |                                           |                                           |                                           |                                           |                                           |                                           |  |  |                                                 |                                                 |                                                 |                                                 |                                                 |                                                 |  |  |                                                  |                                                  |                                                  |                                                  |                                                  |                                                  |  |  |                                |                                |                                |                                |                                |                                |                            |                            |                            |                            |                            |                            |  |  |  |  |  |  |  |  |  |  |  |  |  |  |
|                                                      |                                                      |                                                      |                                                      |                                                      |                                                      |  |  |                                           |                                           |                                           |                                           |                                           |                                           |  |  |                                                 |                                                 |                                                 |                                                 |                                                 |                                                 |  |  |                                                  |                                                  |                                                  |                                                  |                                                  |                                                  |  |  |                                |                                |                                |                                |                                |                                |                            |                            |                            |                            |                            |                            |  |  |  |  |  |  |  |  |  |  |  |  |  |  |
| 大益人王子                                           | 大益人王子                                           | 大益人王子                                           | 大益人王子                                           | 大益人王子                                           | 大益人王子                                           |  |  | 佚名公主                                  | 佚名公主                                  | 佚名公主                                  | 佚名公主                                  | 佚名公主                                  | 佚名公主                                  |  |  | 安息帝國王子 （爭位者） 弗拉特斯                | 安息帝國王子 （爭位者） 弗拉特斯                | 安息帝國王子 （爭位者） 弗拉特斯                | 安息帝國王子 （爭位者） 弗拉特斯                | 安息帝國王子 （爭位者） 弗拉特斯                | 安息帝國王子 （爭位者） 弗拉特斯                |  |  | 安息帝國 王中之王 亞美尼亞 王國國王 沃諾奈斯一世 | 安息帝國 王中之王 亞美尼亞 王國國王 沃諾奈斯一世 | 安息帝國 王中之王 亞美尼亞 王國國王 沃諾奈斯一世 | 安息帝國 王中之王 亞美尼亞 王國國王 沃諾奈斯一世 | 安息帝國 王中之王 亞美尼亞 王國國王 沃諾奈斯一世 | 安息帝國 王中之王 亞美尼亞 王國國王 沃諾奈斯一世 |  |  | 安息帝國 王中之王 弗拉特斯五世 | 安息帝國 王中之王 弗拉特斯五世 | 安息帝國 王中之王 弗拉特斯五世 | 安息帝國 王中之王 弗拉特斯五世 | 安息帝國 王中之王 弗拉特斯五世 | 安息帝國 王中之王 弗拉特斯五世 |                            |                            |                            |                            |                            |                            |  |  |  |  |  |  |  |  |  |  |  |  |  |  |
| 大益人王子                                           | 大益人王子                                           | 大益人王子                                           | 大益人王子                                           | 大益人王子                                           | 大益人王子                                           |  |  | 佚名公主                                  | 佚名公主                                  | 佚名公主                                  | 佚名公主                                  | 佚名公主                                  | 佚名公主                                  |  |  | 安息帝國王子 （爭位者） 弗拉特斯                | 安息帝國王子 （爭位者） 弗拉特斯                | 安息帝國王子 （爭位者） 弗拉特斯                | 安息帝國王子 （爭位者） 弗拉特斯                | 安息帝國王子 （爭位者） 弗拉特斯                | 安息帝國王子 （爭位者） 弗拉特斯                |  |  | 安息帝國 王中之王 亞美尼亞 王國國王 沃諾奈斯一世 | 安息帝國 王中之王 亞美尼亞 王國國王 沃諾奈斯一世 | 安息帝國 王中之王 亞美尼亞 王國國王 沃諾奈斯一世 | 安息帝國 王中之王 亞美尼亞 王國國王 沃諾奈斯一世 | 安息帝國 王中之王 亞美尼亞 王國國王 沃諾奈斯一世 | 安息帝國 王中之王 亞美尼亞 王國國王 沃諾奈斯一世 |  |  | 安息帝國 王中之王 弗拉特斯五世 | 安息帝國 王中之王 弗拉特斯五世 | 安息帝國 王中之王 弗拉特斯五世 | 安息帝國 王中之王 弗拉特斯五世 | 安息帝國 王中之王 弗拉特斯五世 | 安息帝國 王中之王 弗拉特斯五世 |                            |                            |                            |                            |                            |                            |  |  |  |  |  |  |  |  |  |  |  |  |  |  |
|                                                      |                                                      |                                                      |                                                      |                                                      |                                                      |  |  |                                           |                                           |                                           |                                           |                                           |                                           |  |  |                                                 |                                                 |                                                 |                                                 |                                                 |                                                 |  |  |                                                  |                                                  |                                                  |                                                  |                                                  |                                                  |  |  |                                |                                |                                |                                |                                |                                |                            |                            |                            |                            |                            |                            |  |  |  |  |  |  |  |  |  |  |  |  |  |  |
|                                                      |                                                      |                                                      |                                                      |                                                      |                                                      |  |  |                                           |                                           |                                           |                                           |                                           |                                           |  |  |                                                 |                                                 |                                                 |                                                 |                                                 |                                                 |  |  |                                                  |                                                  |                                                  |                                                  |                                                  |                                                  |  |  |                                |                                |                                |                                |                                |                                |                            |                            |                            |                            |                            |                            |  |  |  |  |  |  |  |  |  |  |  |  |  |  |
| 安息帝國 王中之王 阿特羅帕特尼 王國國王 阿尔达班二世 | 安息帝國 王中之王 阿特羅帕特尼 王國國王 阿尔达班二世 | 安息帝國 王中之王 阿特羅帕特尼 王國國王 阿尔达班二世 | 安息帝國 王中之王 阿特羅帕特尼 王國國王 阿尔达班二世 | 安息帝國 王中之王 阿特羅帕特尼 王國國王 阿尔达班二世 | 安息帝國 王中之王 阿特羅帕特尼 王國國王 阿尔达班二世 |  |  |                                           |                                           |                                           |                                           |                                           |                                           |  |  | 安息帝國國王 阿特羅帕特尼 王國國王 沃諾奈斯二世 | 安息帝國國王 阿特羅帕特尼 王國國王 沃諾奈斯二世 | 安息帝國國王 阿特羅帕特尼 王國國王 沃諾奈斯二世 | 安息帝國國王 阿特羅帕特尼 王國國王 沃諾奈斯二世 | 安息帝國國王 阿特羅帕特尼 王國國王 沃諾奈斯二世 | 安息帝國國王 阿特羅帕特尼 王國國王 沃諾奈斯二世 |  |  | 安息帝國 王中之王 （爭位者） 美赫爾達特斯        | 安息帝國 王中之王 （爭位者） 美赫爾達特斯        | 安息帝國 王中之王 （爭位者） 美赫爾達特斯        | 安息帝國 王中之王 （爭位者） 美赫爾達特斯        | 安息帝國 王中之王 （爭位者） 美赫爾達特斯        | 安息帝國 王中之王 （爭位者） 美赫爾達特斯        |  |  |                                |                                |                                |                                |                                |                                |                            |                            |                            |                            |                            |                            |  |  |  |  |  |  |  |  |  |  |  |  |  |  |
| 安息帝國 王中之王 阿特羅帕特尼 王國國王 阿尔达班二世 | 安息帝國 王中之王 阿特羅帕特尼 王國國王 阿尔达班二世 | 安息帝國 王中之王 阿特羅帕特尼 王國國王 阿尔达班二世 | 安息帝國 王中之王 阿特羅帕特尼 王國國王 阿尔达班二世 | 安息帝國 王中之王 阿特羅帕特尼 王國國王 阿尔达班二世 | 安息帝國 王中之王 阿特羅帕特尼 王國國王 阿尔达班二世 |  |  |                                           |                                           |                                           |                                           |                                           |                                           |  |  | 安息帝國國王 阿特羅帕特尼 王國國王 沃諾奈斯二世 | 安息帝國國王 阿特羅帕特尼 王國國王 沃諾奈斯二世 | 安息帝國國王 阿特羅帕特尼 王國國王 沃諾奈斯二世 | 安息帝國國王 阿特羅帕特尼 王國國王 沃諾奈斯二世 | 安息帝國國王 阿特羅帕特尼 王國國王 沃諾奈斯二世 | 安息帝國國王 阿特羅帕特尼 王國國王 沃諾奈斯二世 |  |  | 安息帝國 王中之王 （爭位者） 美赫爾達特斯        | 安息帝國 王中之王 （爭位者） 美赫爾達特斯        | 安息帝國 王中之王 （爭位者） 美赫爾達特斯        | 安息帝國 王中之王 （爭位者） 美赫爾達特斯        | 安息帝國 王中之王 （爭位者） 美赫爾達特斯        | 安息帝國 王中之王 （爭位者） 美赫爾達特斯        |  |  |                                |                                |                                |                                |                                |                                |                            |                            |                            |                            |                            |                            |  |  |  |  |  |  |  |  |  |  |  |  |  |  |
|                                                      |                                                      |                                                      |                                                      |                                                      |                                                      |  |  |                                           |                                           |                                           |                                           |                                           |                                           |  |  |                                                 |                                                 |                                                 |                                                 |                                                 |                                                 |  |  |                                                  |                                                  |                                                  |                                                  |                                                  |                                                  |  |  |                                |                                |                                |                                |                                |                                |                            |                            |                            |                            |                            |                            |  |  |  |  |  |  |  |  |  |  |  |  |  |  |
| 安息帝國 王中之王 瓦尔丹一世                         | 安息帝國 王中之王 瓦尔丹一世                         | 安息帝國 王中之王 瓦尔丹一世                         | 安息帝國 王中之王 瓦尔丹一世                         | 安息帝國 王中之王 瓦尔丹一世                         | 安息帝國 王中之王 瓦尔丹一世                         |  |  | 安息帝國 王中之王 戈塔爾澤斯 二世         | 安息帝國 王中之王 戈塔爾澤斯 二世         | 安息帝國 王中之王 戈塔爾澤斯 二世         | 安息帝國 王中之王 戈塔爾澤斯 二世         | 安息帝國 王中之王 戈塔爾澤斯 二世         | 安息帝國 王中之王 戈塔爾澤斯 二世         |  |  | 安息帝國 王中之王 沃洛吉斯一世                  | 安息帝國 王中之王 沃洛吉斯一世                  | 安息帝國 王中之王 沃洛吉斯一世                  | 安息帝國 王中之王 沃洛吉斯一世                  | 安息帝國 王中之王 沃洛吉斯一世                  | 安息帝國 王中之王 沃洛吉斯一世                  |  |  | 阿特羅帕特尼 王國國王 帕科羅斯                   | 阿特羅帕特尼 王國國王 帕科羅斯                   | 阿特羅帕特尼 王國國王 帕科羅斯                   | 阿特羅帕特尼 王國國王 帕科羅斯                   | 阿特羅帕特尼 王國國王 帕科羅斯                   | 阿特羅帕特尼 王國國王 帕科羅斯                   |  |  | 亞美尼亞 王國國王 梯里達底一世 | 亞美尼亞 王國國王 梯里達底一世 | 亞美尼亞 王國國王 梯里達底一世 | 亞美尼亞 王國國王 梯里達底一世 | 亞美尼亞 王國國王 梯里達底一世 | 亞美尼亞 王國國王 梯里達底一世 |                            |                            |                            |                            |                            |                            |  |  |  |  |  |  |  |  |  |  |  |  |  |  |
| 安息帝國 王中之王 瓦尔丹一世                         | 安息帝國 王中之王 瓦尔丹一世                         | 安息帝國 王中之王 瓦尔丹一世                         | 安息帝國 王中之王 瓦尔丹一世                         | 安息帝國 王中之王 瓦尔丹一世                         | 安息帝國 王中之王 瓦尔丹一世                         |  |  | 安息帝國 王中之王 戈塔爾澤斯 二世         | 安息帝國 王中之王 戈塔爾澤斯 二世         | 安息帝國 王中之王 戈塔爾澤斯 二世         | 安息帝國 王中之王 戈塔爾澤斯 二世         | 安息帝國 王中之王 戈塔爾澤斯 二世         | 安息帝國 王中之王 戈塔爾澤斯 二世         |  |  | 安息帝國 王中之王 沃洛吉斯一世                  | 安息帝國 王中之王 沃洛吉斯一世                  | 安息帝國 王中之王 沃洛吉斯一世                  | 安息帝國 王中之王 沃洛吉斯一世                  | 安息帝國 王中之王 沃洛吉斯一世                  | 安息帝國 王中之王 沃洛吉斯一世                  |  |  | 阿特羅帕特尼 王國國王 帕科羅斯                   | 阿特羅帕特尼 王國國王 帕科羅斯                   | 阿特羅帕特尼 王國國王 帕科羅斯                   | 阿特羅帕特尼 王國國王 帕科羅斯                   | 阿特羅帕特尼 王國國王 帕科羅斯                   | 阿特羅帕特尼 王國國王 帕科羅斯                   |  |  | 亞美尼亞 王國國王 梯里達底一世 | 亞美尼亞 王國國王 梯里達底一世 | 亞美尼亞 王國國王 梯里達底一世 | 亞美尼亞 王國國王 梯里達底一世 | 亞美尼亞 王國國王 梯里達底一世 | 亞美尼亞 王國國王 梯里達底一世 |                            |                            |                            |                            |                            |                            |  |  |  |  |  |  |  |  |  |  |  |  |  |  |
|                                                      |                                                      |                                                      |                                                      |                                                      |                                                      |  |  |                                           |                                           |                                           |                                           |                                           |                                           |  |  |                                                 |                                                 |                                                 |                                                 |                                                 |                                                 |  |  |                                                  |                                                  |                                                  |                                                  |                                                  |                                                  |  |  |                                |                                |                                |                                |                                |                                |                            |                            |                            |                            |                            |                            |  |  |  |  |  |  |  |  |  |  |  |  |  |  |
| 安息帝國 王中之王 （爭位者） 阿尔达班三世            | 安息帝國 王中之王 （爭位者） 阿尔达班三世            | 安息帝國 王中之王 （爭位者） 阿尔达班三世            | 安息帝國 王中之王 （爭位者） 阿尔达班三世            | 安息帝國 王中之王 （爭位者） 阿尔达班三世            | 安息帝國 王中之王 （爭位者） 阿尔达班三世            |  |  | 安息帝國 王中之王 （爭位者） 沃洛吉斯二世 | 安息帝國 王中之王 （爭位者） 沃洛吉斯二世 | 安息帝國 王中之王 （爭位者） 沃洛吉斯二世 | 安息帝國 王中之王 （爭位者） 沃洛吉斯二世 | 安息帝國 王中之王 （爭位者） 沃洛吉斯二世 | 安息帝國 王中之王 （爭位者） 沃洛吉斯二世 |  |  | 安息帝國 王中之王 帕科羅斯二世                  | 安息帝國 王中之王 帕科羅斯二世                  | 安息帝國 王中之王 帕科羅斯二世                  | 安息帝國 王中之王 帕科羅斯二世                  | 安息帝國 王中之王 帕科羅斯二世                  | 安息帝國 王中之王 帕科羅斯二世                  |  |  | 安息帝國 王中之王 （爭位者） 瓦尔丹二世          | 安息帝國 王中之王 （爭位者） 瓦尔丹二世          | 安息帝國 王中之王 （爭位者） 瓦尔丹二世          | 安息帝國 王中之王 （爭位者） 瓦尔丹二世          | 安息帝國 王中之王 （爭位者） 瓦尔丹二世          | 安息帝國 王中之王 （爭位者） 瓦尔丹二世          |  |  |                                |                                |                                |                                |                                |                                |                            |                            |                            |                            |                            |                            |  |  |  |  |  |  |  |  |  |  |  |  |  |  |
| 安息帝國 王中之王 （爭位者） 阿尔达班三世            | 安息帝國 王中之王 （爭位者） 阿尔达班三世            | 安息帝國 王中之王 （爭位者） 阿尔达班三世            | 安息帝國 王中之王 （爭位者） 阿尔达班三世            | 安息帝國 王中之王 （爭位者） 阿尔达班三世            | 安息帝國 王中之王 （爭位者） 阿尔达班三世            |  |  | 安息帝國 王中之王 （爭位者） 沃洛吉斯二世 | 安息帝國 王中之王 （爭位者） 沃洛吉斯二世 | 安息帝國 王中之王 （爭位者） 沃洛吉斯二世 | 安息帝國 王中之王 （爭位者） 沃洛吉斯二世 | 安息帝國 王中之王 （爭位者） 沃洛吉斯二世 | 安息帝國 王中之王 （爭位者） 沃洛吉斯二世 |  |  | 安息帝國 王中之王 帕科羅斯二世                  | 安息帝國 王中之王 帕科羅斯二世                  | 安息帝國 王中之王 帕科羅斯二世                  | 安息帝國 王中之王 帕科羅斯二世                  | 安息帝國 王中之王 帕科羅斯二世                  | 安息帝國 王中之王 帕科羅斯二世                  |  |  | 安息帝國 王中之王 （爭位者） 瓦尔丹二世          | 安息帝國 王中之王 （爭位者） 瓦尔丹二世          | 安息帝國 王中之王 （爭位者） 瓦尔丹二世          | 安息帝國 王中之王 （爭位者） 瓦尔丹二世          | 安息帝國 王中之王 （爭位者） 瓦尔丹二世          | 安息帝國 王中之王 （爭位者） 瓦尔丹二世          |  |  |                                |                                |                                |                                |                                |                                |                            |                            |                            |                            |                            |                            |  |  |  |  |  |  |  |  |  |  |  |  |  |  |
|                                                      |                                                      |                                                      |                                                      |                                                      |                                                      |  |  |                                           |                                           |                                           |                                           |                                           |                                           |  |  |                                                 |                                                 |                                                 |                                                 |                                                 |                                                 |  |  |                                                  |                                                  |                                                  |                                                  |                                                  |                                                  |  |  |                                |                                |                                |                                |                                |                                |                            |                            |                            |                            |                            |                            |  |  |  |  |  |  |  |  |  |  |  |  |  |  |
| 安息帝國 王中之王 沃洛吉斯三世                       | 安息帝國 王中之王 沃洛吉斯三世                       | 安息帝國 王中之王 沃洛吉斯三世                       | 安息帝國 王中之王 沃洛吉斯三世                       | 安息帝國 王中之王 沃洛吉斯三世                       | 安息帝國 王中之王 沃洛吉斯三世                       |  |  | 亞美尼亞 王國國王 阿克西達瑞斯            | 亞美尼亞 王國國王 阿克西達瑞斯            | 亞美尼亞 王國國王 阿克西達瑞斯            | 亞美尼亞 王國國王 阿克西達瑞斯            | 亞美尼亞 王國國王 阿克西達瑞斯            | 亞美尼亞 王國國王 阿克西達瑞斯            |  |  | 亞美尼亞 王國國王 帕爾塔馬 西里斯               | 亞美尼亞 王國國王 帕爾塔馬 西里斯               | 亞美尼亞 王國國王 帕爾塔馬 西里斯               | 亞美尼亞 王國國王 帕爾塔馬 西里斯               | 亞美尼亞 王國國王 帕爾塔馬 西里斯               | 亞美尼亞 王國國王 帕爾塔馬 西里斯               |  |  | 卡剌肯涅 王國國王 米里達梯                       | 卡剌肯涅 王國國王 米里達梯                       | 卡剌肯涅 王國國王 米里達梯                       | 卡剌肯涅 王國國王 米里達梯                       | 卡剌肯涅 王國國王 米里達梯                       | 卡剌肯涅 王國國王 米里達梯                       |  |  |                                |                                |                                |                                |                                |                                |                            |                            |                            |                            |                            |                            |  |  |  |  |  |  |  |  |  |  |  |  |  |  |

## 资料来源
- 本条目包含来自公有领域出版物的文本: Chisholm, Hugh (编).  (第11版). London: Cambridge University Press. 1911.
- 塔西佗：《编年史》
- Josephus, Antiquities of the Jews, 18–20.

| 前任： 沃诺内斯一世 | 安息国王 10年－35年 | 繼任： 梯里达底三世   |
| 前任： 梯里达底三世 | 安息国王 36年－？   | 繼任： 秦纳莫斯       |
| 前任： 秦纳莫斯     | 安息国王 ？－38年   | 繼任： 瓦尔达内斯一世 |